# Александр Колев
Александр Колев (болг. Александър Колев, нар. 8 грудня 1992, Бургас) — болгарський футболіст, півзахисник клубу «Крумовград».
Виступав, зокрема, за клуб «Дессел», а також національну збірну Болгарії.

## Клубна кар'єра
Народився 8 грудня 1992 року в місті Бургас. Вихованець футбольної школи клубу ЦСКА (Софія).
У дорослому футболі дебютував 2010 року виступами за команду «Дессел», у якій провів три сезони, взявши участь у 63 матчах чемпіонату. Більшість часу, проведеного у складі «Дессела», був основним гравцем команди.
Згодом з 2013 по 2023 рік грав у складі команд «Верброедеринг Джеель», «Ботев» (Пловдив), «Верброедеринг Джеель», «Бероє», «Сталь», «Сандеція», «Арка», «Ракув», «Кайсар», «Сталь» та «ЦСКА 1948».
До складу клубу «Крумовград» приєднався 2023 року. Станом на 8 червня 2024 року відіграв за команду з Крумовграда 33 матчі в національному чемпіонаті.

## Виступи за збірні
Протягом 2013–2014 років залучався до складу молодіжної збірної Болгарії. На молодіжному рівні зіграв у 13 офіційних матчах, забив 5 голів.
У 2023 році дебютував в офіційних матчах у складі національної збірної Болгарії.
| Дата       | Місто         | Господарі   | Результат | Гості    | Турнір            | Голи | Примітки |
| ---------- | ------------- | ----------- | --------- | -------- | ----------------- | ---- | -------- |
| 16-11-2023 | Софія (місто) | Болгарія    | 2 – 2     | Угорщина | Відбір до ЧЄ 2024 | -    | 72' 86'  |
| 19-11-2023 | Лесковац      | Сербія      | 2 – 2     | Болгарія | Відбір до ЧЄ 2024 | -    | 77'      |
| 22-3-2024  | Баку          | Танзанія    | 0 – 1     | Болгарія | товариський матч  | -    | 46'      |
| 25-3-2024  | Баку          | Азербайджан | 1 – 1     | Болгарія | товариський матч  | -    | 86'      |
| 4-6-2024   | Бухарест      | Румунія     | 0 – 0     | Болгарія | товариський матч  | -    | 71'      |
| 8-6-2024   | Любляна       | Словенія    | 1 – 1     | Болгарія | товариський матч  | -    | 61'      |
| Усього     |               | Матчів      | 6         |          | Голів             | 0    |          |

## Титули і досягнення
- Кращий бомбардир чемпіонату Болгарії: 2023-2024 (15 м'ячів)